# Stephen Jones (kulturysta)
Stephen "Steve" Jones − naturalny australijski kulturysta, model, promotor zawodów kulturystycznych.
W sierpniu 1998 roku w Amsterdamie, jako jawny homoseksualista, wziął udział w zawodach Gay Games. W kategorii koguciej zdobył brązowy medal. Znany przede wszystkim jako zwycięzca  Australasian Classic Physique Championships w 2007 roku.
Jest właścicielem sieci sklepów Powerzone Nutrition, specjalizujących się w sprzedaży suplementów diety, a także redaktorem naczelnym magazynu Australian Natural Bodz.